# Кудинова, Марина Геннадьевна
Марина Геннадьевна Кудинова (род. 23 февраля 1977 года) — заслуженный мастер спорта России (пауэрлифтинг).

## Карьера
Начала заниматься спортом в Бийске, под руководством заслуженного тренера России Александра Смирнова. Позже стала его женой.
Серебряный призёр чемпионата мира среди юниоров, чемпионка Европы среди юниоров 1995 года.
В 1996 году становится вице-чемпионкой мира, вице-чемпионкой Европы и чемпионкой мира среди юниоров.
На чемпионате России 1997 года побеждает с рекордом России — 515 кг. На чемпионате мира побеждает, установив четыре мировых юниорских рекорда: 207,5 + 115 + 200 = 522,5. На юниорском чемпионате мира победила со «скромной» суммой в 447,5 кг.
В 1998 году выигрывает чемпионат России с национальным рекордом — 570 кг. А на чемпионате мира для золота оказалось достаточно набрать 547,5 кг.
В 1999 году установила новый рекорд России — 575 кг. Становится чемпионкой мира. А на юниорском чемпионате мира установила рекорд — 580 кг.
В 2000 году становится чемпионкой России, Европы и мира.
В 2001 году Марина побеждает на чемпионате мира. С мировым рекордом (620 кг) побеждает на Всемирных играх. Становится чемпионкой Европы.
В 2002 году становится чемпионкой России, Европы и мира. В 2003 году снова становится чемпионкой России, Европы и мира. В 2004 году — золото чемпионата Европы.
В 2005 году стала чемпионкой России в категории до 75 кг с рекордом России (680 кг), завоёвывает золото чемпионата мира, побеждает на Всемирных играх. 
Марина — единственная из российских спортсменов включена в зал Славы пауэрлифтинга.
Тренер ДЮСШ № 1 города Бийска .